# 15. november
15. november er dag 319 i året i den gregorianske kalender (dag 320 i skudår). Der er 46 dage tilbage af året.
Leopolds dag. En østrigsk markgreve, der døde i 1136.

### Begivenheder
Født - Dødsfald
- 1533 - Francisco Pizarro ankommer til Cuzco, Peru.
- 1777 - Den amerikanske Kongres vedtager de såkaldte "Konføderationsartikler" om en evig union under navnet "The United States of America". Uafhængighedskrigen mod England raser dog stadig.
- 1793 - Det Kongelige Bibliotek i København åbnes for offentligheden.
- 1889 - Brasilien udråbes til republik.
- 1954 - Den første  SAS-rute over Nordpolen indvies.
- 1956 - Love Me Tender - den første Elvis Presley film - har premiere denne dag. Den bliver kaldt for en ”rock and roll western”...
- 1958 - Aksel Larsen ekskluderes af Danmarks Kommunistiske Parti. Året efter stifter han SF.
- 1960 - Den første danskproducerede datamat Dask medvirker i et folketingsvalg.
- 1968 - Verdens hidtil største passagerskib Queen Elizabeth tages ud af drift. Skibet var på 83.673 bruttoton, var 314 meter langt og 36 meter bredt.
- 1971 - Intel introducerer verdens første kommercielle enkelt-chip mikroprocessor kaldet 4004.
- 1983 - Den tyrkiske republik Nord-Cypern bliver grundlagt.
- 1990 - NATO og Warszawapagten enes om at skrotte i alt 80.000 våbensystemer.
- 1992 - 11 bliver dræbt da Innsbruck-København eksprestoget bliver ramt af et godstog ved Northeim i Tyskland. Det er den alvorligste togulykke i Tyskland i 10 år.
- 1995 - Danmarks fodboldlandshold vinder i Parken 3-1 over Armenien i en EM kvalifikationskamp. Kampen er den sidste kvalifikationskamp, og Danmark kvalificerer sig dermed til [[Europamesterskabet i fodbold 1996
- 2001 - Microsoft introducerer spillekonsollen Xbox.
- 2003 - Radio 100FM begynder sine udsendelser fra deres studier på Rådhuspladsen i København.
- 2005 - Ved det første kommunalvalg efter kommunalreformen vælges de sammenlægningsudvalg, der fra 1. januar 2007 skal udgøre kommunalbestyrelserne i de nye store kommuner samt de nye regionsråd. Socialdemokraterne opnår flest borgmesterposter.
- 2012 - Den 18. centralkomité vælger Xi Jinping til generalsekretær for Kinas kommunistparti og som formand for Den Centrale Militærkommission og derved som den reelle leder af Kina.

### Født
- 1708 - William Pitt den ældre, engelsk politiker og premierminister (død 1778).
- 1738 - William Herschel, tysk-født astronom (død 1822).
- 1757 - Heinrich Christian Friedrich Schumacher, dansk kirurg og botaniker (død 1830).
- 1837 - Philip W. Heyman, dansk direktør og grundlægger (død 1893).
- 1864 - Sophus Falck, dansk fabrikant og stifter af Falck (død 1926).
- 1874 - August Krogh, dansk zoolog og fysiolog (død 1949).
- 1891 - Erwin Rommel, tysk feltmarskal (død 1944).
- 1905 - Annunzio Paolo Mantovani, italiensk dirigent (død 1980).
- 1913 - Elsa Kourani, dansk skuespiller (død 2003).
- 1925 - Paul Raymond, engelsk bladkonge og showbiz-mand (død 2008).
- 1930 - J.G. Ballard, britisk forfatter (død 2009).
- 1932 - Petula Clark, engelsk sanger.
- 1936 - Wolf Biermann, tysk skribent.
- 1938 - Henning Camre, dansk filmfotograf og direktør.
- 1940 - Ulf Pilgaard, dansk skuespiller (død 2024).
- 1940   - Peter Lawætz, rektor for Danmarks Tekniske Universitet 1977−1986.
- 1944 - Jørgen Petersen, dansk håndboldspiller (død 2011).
- 1945 - Annifrid Lyngstad, norsk sanger (Abba).
- 1947 - Jess Myrthu, dansk journalist og direktør.
- 1954 - Aleksander Kwaśniewski, polsk politiker og præsident.
- 1955 - Michael Kvium, dansk billedkunstner.
- 1955   - Leo Nielsen, dansk musiker (Sussi & Leo).
- 1962 - Kim Vilfort, dansk tidligere fodboldspiller.
- 1964 - Torben Simonsen, dansk filminstruktør.
- 1968 - Ol' Dirty Bastard, amerikansk rapper (død 2004).
- 1978 - Sean Murray, amerikansk skuespiller fra NCIS

### Dødsfald
- 1028 - Konstantin 8., byzantinsk kejser (født 960).
- 1630 - Johannes Kepler, tysk astronom og matematiker (født 1571).
- 1787 - Christoph Willibald Gluck, tysk komponist (født 1714).
- 1863 - Frederik 7., dansk konge (født 1808).
- 1910 - Julius Exner, dansk kunstmaler (født 1825).
- 1916 - Henryk Sienkiewicz, polsk forfatter (født 1846).
- 1963 - Svend Dahl, dansk rigsbibliotekar (født 1887).
- 1973 - Willy Skjold Burne, dansk vinhandler og grundlægger (født 1900).
- 1976 - Jean Gabin, fransk skuespiller (født 1904).
- 1995 - Karen Berg, dansk skuespiller (født 1906).
- 2000 - Jens Jørgen Thorsen, dansk multikunstner (født 1932).
- 2002 - Kai Løvring, dansk skuespiller (født 1931).
- 2006 - Ana Carolina Reston, brasiliansk fotomodel (født 1985).
- 2009 - Pierre Harmel, belgisk politiker (født 1911).

|  | Denne datoartikel kan blive bedre, hvis der indsættes et (bedre) billede Du kan hjælpe ved at afsøge Wikimedia Commons for et passende billede eller uploade et godt billede til Wikimedia Commons iht. de tilladte licenser og indsætte det i artiklen. |